# Chevrolet Montana
Chevrolet Montana é uma picape intermediária desenvolvida pela Chevrolet no Brasil especialmente para os mercados emergentes (subdesenvolvidos), sendo vendida na América Latina, África do Sul e Europa (vendida como Opel Corsa Pickup). Possuia design baseado no modelo Chevrolet Corsa, de 2003 a 2010, e no modelo Chevrolet Agile, a partir de 2010, quando era compacta.
A picape Montana vem para substituir a picape Corsa e, assim como sua antecessora, o novo veículo da GM derivava do Corsa só que da segunda geração, com o qual compartilhava a plataforma. Em outubro de 2010, foi lançada uma reestilização, com base no Chevrolet Agile.

## Projeto
O modelo da General Motors nasceu em um momento em que o modelo anterior vinha apresentando vendas fracas frente aos concorrentes Fiat Strada e Volkswagen Saveiro. Mais do que simplesmente reagir perante os concorrentes, o novo carro vem atender a demanda de um amplo perfil de público, "do jovem universitário ao empresário que busca soluções de transporte para pequenas cargas", destaca Walter Wieland, presidente da General Motors do Brasil. Segundo ele, a Montana demonstra a criatividade dos designers da GM e a força da marca Chevrolet, ao mesmo tempo em que renova o portfólio da empresa no Brasil com o objetivo de atingir a total satisfação do consumidor.
Consistindo de um projeto 100% desenvolvido pela General Motors do Brasil, a nova picape da Chevrolet foi desenhada com foco nos itens mais valorizados dos consumidores deste segmento: design jovem, robusto e agressivo, com maior capacidade de carga, maior altura do solo, melhor desempenho e economia, com maior espaço interno. O modelo adota o conceito Max Cab, que garante o perfeito equilíbrio entre o espaço da cabine e da caçamba. Esta solução proporciona maior conforto e permite o transporte de bagagens dentro da cabine, além de acomodar grandes volumes e até mesmo uma motocicleta na caçamba.

## Motorização
A Montana é oferecida na motorização bicombustível 1.8 Flexpower (original), sendo que a partir do modelo 2008 também será oferecida com motor bicombustível 1.4 Econoflex.
Motor 1.8 Flexpower
Potência:
- 114 cv a 5.600 rpm (álcool)
- 112 cv a 5.600 rpm (gasolina)

Torque:
- 17,7 kgfm a 2.800 rpm (álcool/gasolina)

Consumo com gasolina:
- 8,3 km/l na cidade
- 11,3 km/l na estrada

Consumo com álcool:
- 6,5 km/l na cidade
- 9,0 km/l na estrada

Velocidade máxima:
- 182 km/h (álcool)
- 210 km/h (gasolina)

Autonomia:
- 338 km (gasolina)
- 264 km (álcool)

Aceleração (de 0 a 100 km/h):
- 10,2 segundos (álcool)
- 10,5 segundos (gasolina)

A taxa de compressão é de 10,5:1. A operação para o motorista é totalmente transparente, bastando abastecer com gasolina, álcool ou a combinação dos dois combustíveis, em qualquer proporção. A central eletrônica de injeção reconhece instantaneamente a proporção da mistura ou o combustível usado, ajustando imediatamente a quantidade e o tempo de injeção de combustível.
Motor 1.4 Econoflex
O novo motor 1.4 foi originalmente desenvolvido para o Chevrolet Prisma sofreu adaptações para uso da tecnologia drive by wire (acelerador eletrônico), no Corsa e na Montana.
Potência:
- 105 cv a 6.000 rpm (álcool)
- 99 cv a 6.000 rpm (gasolina)

Torque:
- 131 Nm (13,4 kgfm) a 2.800 rpm (álcool)
- 129 Nm (13,2 kgfm) a 2.800 rpm (gasolina)

Consumo (gasolina):
- 7,5 km/l na cidade
- 11,9 km/l na estrada
- 8,9 km/l na média combinada

Consumo (álcool):
- 5,8 km/l na cidade
- 8,5 km/l na estrada
- 8,0 km/l na média combinada

Velocidade máxima:
- 175 km/h (álcool)
- 174 km/h (gasolina)

Aceleração (de 0 a 100 km/h):
- 12,3 segundos (álcool)
- 13,0 segundos (gasolina)

## Carga
A preocupação dos projetistas da montadora fez-se notar em suas dimensões. A caçamba da Chevrolet Montana transporta até 735 kg, a segunda maior capacidade de carga da categoria, perdendo para a Ford Courier, que possui capacidade para 750 kg. As dimensões internas da caçamba são: comprimento 1682 mm, largura de 1315 mm e altura com 538 mm. Já capacidade da caçamba é de 1143 litros. Ainda para facilitar o transporte, o modelo conta com seis ganchos na parte superior externa da caçamba, mais quatro ganchos na parte interna, o resultado é maior flexibilidade no transporte de carga.
As dimensões do compartimento de carga, além do caráter funcional conferem um ar robusto, moderno e inovador em relação aos seus concorrentes, em parte graças à altura das laterais. Outro detalhe que contribui para seus aspecto vem da adoção da caixa dos para-lamas salientes em relação à lateral do veículo, como muitas picapes grandes estadunidenses. Um recurso igualmente inédito - também inspirado nas picapes estadunidenses - com papel tanto estético como funcional, é o pequeno degrau revestido em plástico (Step Side), para facilitar o acesso lateral à caçamba, reforçando a proposta de veículo de carga.

## Design

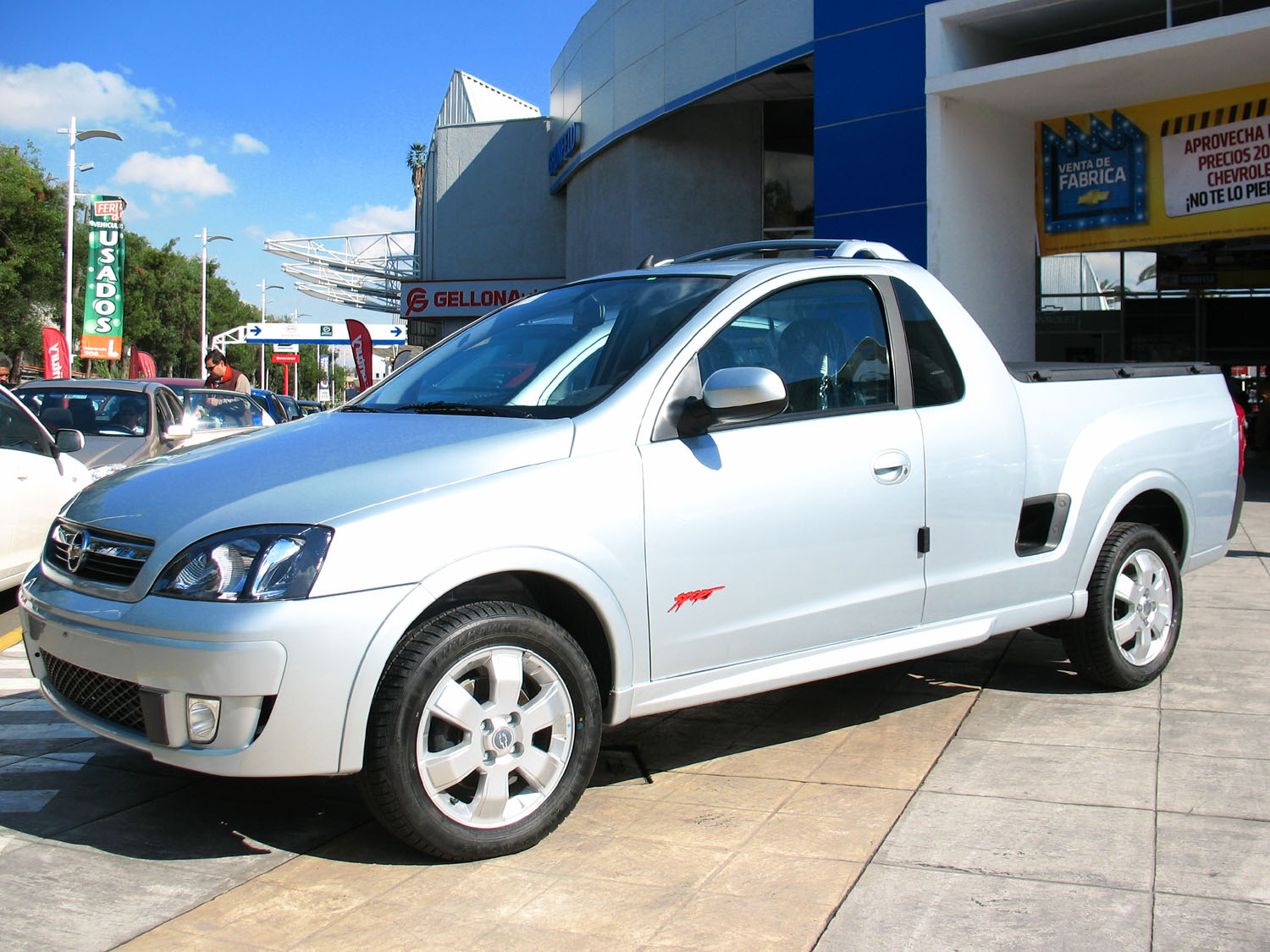
1ª Geração

Ainda visualmente falando, a Montana conta com identidade própria, já que apesar de compartilhar a plataforma com a nova linha do Corsa, suas semelhanças com o modelo limitam-se unicamente à frente. A altura e comprimento do carro são maiores que do Corsa, devido a um levantamento da suspensão para facilitar a circulação por uma gama maior de terrenos e um entre-eixos alongado, com intuito de favorecer o conforto interno e a versatilidade na acomodação de carga. Estas características favorecem também a imagem do utilitário.

## Espaço Interno
Internamente, o motorista e o passageiro tem a sensação de estar dentro de um Corsa. Painel, instrumentos e portas com a predominância de plástico cinza, mantém a identidade com o carro do qual originou-se. Quando se observa a área atrás dos bancos, tem-se a sensação de um espaço maior que nas outras picapes devido ao conceito Max Cab, que segundo a GM, oferece a melhor relação entre tamanho da caçamba e espaço interno. Nesta região pode-se acomodar uma série de itens, como malas, caixa de ferramentas ou pequenos volumes que não se deseje deixar à mostra na caçamba. Há ainda uma linha extensa de itens de personalização e conforto, agrupados em pacotes, não permitindo ao consumidor que escolha por apenas um acessório específico.

## Transmissão e Suspensão
A transmissão é a mesma utilizada no Corsa, mas a relação de diferencial é mais curta, passando de 3,94:1 para 4,19:1, a fim de favorecer o desempenho alterado em função de um conjunto de roda e pneu de diâmetro maior, além do uso com carga. O sistema de suspensão utilizado na traseira, emprega uma viga de torção com molas helicoidais tipo barril progressivo. Na dianteira a suspensão é independente tipo McPherson com maior altura, molas helicoidais, amortecedores telescópicos hidráulicos pressurizados a gás, com maior robustez. O sistema de freios foi revisto para aumentar a capacidade de frenagem com carga máxima. O sistema de anti-blocante de 5ª geração ABS está disponível como opcional.

## Reestilização
Em outubro de 2010, a Chevrolet lançou a segunda geração da Montana, agora com base no Chevrolet Agile. A Montana ganhou várias coisas do Agile, como o painel e a frente, mas manteve conceitos, como o Step Side e o Maxi Cab. A versão de entrada Conquest foi substituída pela versão LS, mas a top ainda se chama Sport. Por ora, a Chevrolet somente deu à picape o motor 1.4 Econoflex, mas futuramente, pode ganhar novos motores.

## Nova Montana
A GM revelou na noite de 1º de dezembro de 2022 a nova geração da Chevrolet Montana, após sair de linha em abril de 2021 com vendas parcas. A picape compacta renasce nesta terceira geração sobre a plataforma modular global (GEM) da linha Onix e do SUV Tracker. Principal lançamento da Chevrolet para 2023, a picape está prevista para chegar ao mercado em fevereiro.